# Unionen Rädda Rumänien
Unionen Rädda Rumänien (rumänska Uniunea Salvați România), förkortat USR, är ett liberalt parti i Rumänien. Partiet är medlem i ALDE.

## Historia
Partiet grundades 2016 genom samgående mellan Unionen Rädda Bukarest (bildat året innan av Nicușor Dan), Uniunea pentru Codlea och  USB .
I presidentvalet 2019 ingick partiet i valförbundet med PLUS som heter Alianța USR PLUS. Dess kandidat var USR:s dåvarande ordförande Dan Barna som kom på tredje plats i valets första omgång. Vid andra omgången stödde han den sittande president Klaus Johannis..
De två partierna fortsatte sitt samarbete i europavalet 2019 och fick sammanlagt åtta ledamöter.
I presidentvalet 2024 var partiledaren Elena Lasconi USR:s kandidat.

## Ideologi
Partiet har fokuserat mest på att motarbeta korruptionen i Rumänien. År 2018 inledde partiet ett medborgarinitiativ som syfte till att förbjuda människor som har fått straff för korruption att tjänstgöra inom den offentliga sektorn.
I folkomröstningen 2018 profilerade sig USR som motståndare till anti-HBTQ-koalitionen Coaliția pentru Familie fast partiet gav inte sitt direkta stöd till samkönat äktenskap.